# Mohamed Métalsi
Pour les articles homonymes, voir Metalsi.
Mohamed Métalsi, né en juin 1954 à Tanger au Maroc, est un urbaniste, docteur en esthétique et spécialiste des villes du monde arabe et des jardins du monde arabo-islamique.

## Biographie

### Formation
Après des études secondaires à Casablanca (1970 à 1973), et supérieures à Rabat (1973 à 1975), Mohamed Métalsi devient professeur certifié des arts plastiques.
De 1975 à 1982, il poursuit ses études universitaires d'urbanisme à l'Institut français d'urbanisme à Paris. Diplômé d'urbanisme, il poursuit ses cours à l'université Panthéon-Sorbonne et à l'université Paris VIII en histoire de l'art et en esthétique.
En 1993, il soutient une thèse de doctorat à l'université Paris VIII en esthétique, sciences et technologies des arts — Formes architecturales et organisation de l'espace d'une cité musulmane : l'exemple de la médina de Tanger — sous la direction d’Élodie Vitale.

### Parcours professionnel
- Directeur des actions culturelles de l'Institut du monde arabe (1985 à 2015)[4], puis doyen de la Faculté euro-méditerranéenne des sciences humaines et sociales, au sein de l'université euro-méditerranéenne de Fès, depuis octobre 2015.
- Commissaire d'exposition et directeur de la rédaction des catalogues : « Art contemporain arabe », catalogue de la collection permanente du musée de l’Institut du monde arabe[5], Paris, 1987 ; « Quatre peintres arabes, Première », Institut du monde arabe, Paris, 1988; « Peinture contemporaine au Maroc », 1988, Bruxelles ; « Croisement de signes », Institut du monde arabe, Paris, 1989, etc., il crée les Jeudis de l'Institut du monde arabe en 1989 (plus de 1500 débats organisés et plus de 4500 personnes, européennes et arabes, invitées à débattre…). C’est un espace libre de réflexion et de débat, un rendez-vous transversal au cours duquel romanciers, poètes, philosophes, historiens, hommes de religion, plasticiens, etc., arabes et occidentaux, pointent les configurations et les horizons du monde arabe[6]. Il crée les Musicales[7] de l’Institut du monde arabe[8] et fonde et dirige la collection des CD[9] « Musicales »[10], distribués par Harmonia Mundi.
- Directeur du Forum du Festival des musiques sacrées de Fès, 2016.
- Il est également membre du comité de rédaction du magazine Qantara, publication de l’Institut du monde arabe et membre du comité de rédaction de la Revue internationale, Centro de documentation musical d’Andalusia, Séville.
- Il est expert auprès de l’UNESCO sur le patrimoine[11].

## Œuvres

### Livres[12]
- Les villes impériales du Maroc, Paris; Bayard, coll. « Terraille », 1999.
- The Imperial Cities of Morroco, Paris, Terrail, 2000.
- Marokko, Die Städte der könige, Frechen, Komet, 2001.
- Fès, la ville essentielle, Paris, ACR, 2003.
- Maroc, les palais et jardins royaux, Paris, Imprimerie nationale ; Casablanca, Malika éditions, 2004.
- Tétouan, entre mémoire et histoire, Casablanca, Malika éditions, 2005.
- Tanger, Paris, Actes Sud ; Casablanca, Malika éditions, novembre 2007.
- Le signe de la médina : la morphologie urbaine selon Roberto Berardi[13], en collaboration avec Francesca Privitera, Florence, Université degli Studi di Firenze, 2016.
- Maroc : cités d'art cités d'histoire, L'Harmattan-Maghreb, Paris-Fès, septembre 2018.
- Tanger : Suerte e infortunio de una villa , (livre en espagnol), traduit par Juan Barja, ABADA EDITORES, Madrid, 2019.
- Ben Yessef, singularité et fortune d'une œuvre, MALIKA éditons, Casablanca, 2022.
- Tanger, Fortunes et infortunes d'une ville, Malika édition, Casablanca, 2024.

### Livres collectifs
- « L’Alhambra et le Maroc : passerelles hispano-mauresques (Essai de synthèse) » in La Alhambra. Lugar de la memoria y el dialogo, Comares Editorial, Grenade, 2008.
- « Les grands jardins plantés au Maroc : entre le beau et l’utile », Actes du colloque « Hommage à Moulay Es-Sddîq al-Alaoui » tenu à Marrakech en mai 2005, publié par le Conseil des Oulémas de Marrakech, Marrakech 2006.
- « El orientalismo en la arquitectura de la Francia colonial en Marruecos » in El orientalismo desde el Sur, edición Anthropos, Barcelone, 2006.
- « Crisis de lo urbano en el mundo árabe » in La ciudad: paraíso y conflicto, edición Abada, Madrid, 2006.
- « Tanger : Métropolis » in Le Goût de Tanger, Paris, Mercure de France ; 2004.
- « Tanger entre mythe et réalité » in Tanger, cité de rêve, Paris-Méditerranée, 2002.
- « Tanger : crise de la citadinité, crise de la ville » in Tanger, un patrimoine mondial, Actes du colloque 28-29 juin 2002, Association Al-Boughaz/Institut français de Tanger Tétouan.
- « Les bâtisseurs dans l’aire hispano-mauresque » in Pensar La Alhambra[14], Barcelone, Anthropos, 2001.
- « Les traditions musicales au Maroc, une identité culturelle composite » in Le Maroc en mouvement, Paris, Maisonneuve et Larose, 2000.
- « La médina au Maroc » in Maroc, magie des lieux : l’art de la ville et de la maison, IMA, 1999.
- « Les musiques traditionnelles et la scène : l’exemple des Gnaoua » in l’Univers des Gnaoua, éditions Le Fennec, La Pensée sauvage, Grenoble et Casablanca, 1999.
- « La médina : lecture d’un espace urbain » in Civilisation marocaine, Actes Sud / Sindbad, 1996.
- « Expressions traditionnelles, art contemporain arabe » in Art contemporain arabe : collection du musée de l’IMA, Paris 1987.
- « Présences des cultures du monde arabe en France : entre méconnaissance et fascination » in A la rencontre des cultures du monde, MCM – Babel, Paris, 2013.

### Articles
- « Las artes visuales en Marruecos tras la independencia, Revista de Antropologia y communicacion, Imagi critica, no  5, 2014, PP. 73-94.
- "Tanger métropolis : fortunes et infortunes d'une ville", Revue Architecture du Maroc, septembre 2014[15].
- « Dans les jardins royaux du Maroc » in Revue Connaissance des arts, no 6, mai 2006 ;
- « Les arts visuels au Maroc depuis l’indépendance », Rapport développement humain, « 50 ans après l’indépendance », sollicité par Sa Majesté le roi Mohammed VI, mars 2006 ;
- « L’architecture de la France coloniale au Maroc », in magazine Qantara, no 48, IMA, Paris, 2003 ;
- « Les paradis d’islam : genèse esthétique du jardin » in magazine Qantara, no 39, IMA, Paris, 2001 ;
- « Crise en la cité » in magazine Qantara, no 34, IMA, Paris, 1999-2000 ;
- « Ad-darbu fî al-madîna al-qadîma al-maghâribiya » in Majallat al-Bahreïn al-thaqâfiya, no 26, Manama octobre 2000;
- « La diffusion des musiques du monde arabe : une problématique culturelle » in Revue internationale Música oral del – Actas del coloquio internacional « Antropología y música. Diálogos 2 », Hombres, música y maquinas, No 4, Granada, 1999.;
- « Citadins et ruraux, les deux voies du Maroc des arts » in magazine Qantara, no 33, IMA, Paris, 1999 ;
- « Transculturations musicales méditerranéennes » in Revue internationale Música oral del – Actas del coloquio internacional « Antropología y música. Diálogos 2 », Hombres, música y maquinas, No 4, Granada, 1999 ;
- « Bunât al-mudun al-‘atîqa fî al-Maghrib al-‘arabî wa al-andalus » in Majallat al-Bahreïn al-thaqâfiya, no 19, Manama 1999 ;
- « Bunâtu al-mudun al-‘tîqa » in Actes du colloque « Hommage à Titus Burckhardt, édition al-Qubba az-Zarqâ, Marrakech 1999 ;
- « Les Bâtisseurs de médinas » in magazine Qantara, no 20, IMA, Paris, 1996[16] ;
- « Fès immobile, immortelle » in magazine Qantara, no 21, IMA, Paris, 1996 ;
- « La grande mosquée de la médina de Tanger : Lecture d'un espace architectural », in Tanger au miroir d’elle-même, in Revue Horizons Maghrébins, n° 31/32, Toulouse 1996 ;
- « Oman, entre mers et citadelles » in magazine Qantara, no 13, IMA, Paris, 1994 ;
- « Tanger, l’incomparable » in magazine Qantara, no 6, IMA, Paris, 1993 ;
- « Médina : la ville essentielle » in Revue Canal, nouvelle série, no 1, 1985 ;
- « La medersa » in CD-Rom « Atabat, pour l’apprentissage de l’Arabe moderne », Coédition ADM Communication et IMA, 2002 ;
- « Le café dans tous ses états » in CD-Rom « Atabat, pour l’apprentissage de l’Arabe moderne », Coédition ADM Communication et IMA, 2002 ;
- « Architecture religieuse » in CD-Rom « Atabat, pour l’apprentissage de l’Arabe moderne », Coédition ADM Communication et IMA, 2002 ;
- « Le paradis d’islam : genèse esthétique du jardin » in CD-Rom « Atabat, pour l’apprentissage de l’Arabe moderne », Coédition ADM Communication et IMA, 2002 ;
- « Urbanisme et vie sociale : La médina, le souk, le hammam» in CD-Rom « Atabat, pour l’apprentissage de l’Arabe moderne », Coédition ADM Communication et IMA, 2002 ;
- « Musiques du Maroc » in CD Musiques du Maroc, Coédition ADM Communication et IMA, 1999 ; – « La musique arabo-andalouse » in CD Musiques du Maroc, de Tanger au Sahara, Virgin, 2000.

### Direction artistique de la collection de CD[8]
- Maroc : Abdelkrim Raïs - Musique andalouse de Fès - 1994/1999.
- Syrie : Sabri Moudallal - Chants d'Alep - 1994/1999.
- Mauritanie : Ensemble El Moukhadrami - Chants de griots - 1994/2000.
- Maroc : El Hadj Houcine Toulali - Le malhûn de Meknès - 1994/1999.
- Algérie : Cheikha Remitti - Aux sources du Raï - 1994/1999.
- Irak : Naseer Shamma - Le luth de Bagdad - 1995/1999.
- Irak : Le maqâm de Baghdad, d’El-A’dhami, 1997.
- Maroc : Les Aïssawa de Fès - Rituel de transe - 1995/1999.
- Syrie : Adib al-Dayikh - L'amour courtois - 1995/2002.
- Proche Orient-Aïcha Redouane - Arabesques vocales - 1996/2000.
- Égypte : Sayyed Al-Dowwi - La geste hilalienne - 1997/2002.
- Égypte : El Masry & Bataju - Entre Nil et Gange - 1997/2000.
- Égypte : Ensemble David - Liturgies coptes – 1999.
- Égypte : La Châdhiliyya - Chants soufis du Caire – 1999.
- Algérie : Ali El Khencheli - Chants des Aurès – 1999.
- Tunisie : La Sulâmiyya - Chants soufis de Tunis – 1999.
- Égypte : Ensemble Al-Tanbûrah : La Simsimiyya de Port-Saïd – 1999.
- Soudan : Abdel Gadir Salim : Le blues de Khartoum – 1999.
- Maroc : La daqqa : Tambours sacrés de Marrakech – 1999.
- Yémen : Al-Ajami & Ushaysh : Le chant de Sanaa – 2001.
- Algérie : Amar El-Achab : Le chaabi des grands maîtres – 2000.
- Algérie : al-Djazaïria al-Mossilia - Musique andalouse d'Alger – 2000.
- Yémen : Mohammad al-Harithi - L'Heure de Salomon – 2001.
- Algérie : Ahallil de Gourara - Chants sacrés du Sahara – 2000.
- Yémen : Les chantres yéménites - Chants sacrés de Sanaa – 2000.
- Soudan : Osman, Gubara & Co. - Au royaume de la lyre – 2001.
- Maroc : Saïd Chraïbi - La clef de Grenade – 2001.
- Soudan : Ensembles al-Mahi & al-Bura'i - Chants sacrés de Nubie et du Kordofan – 2002.
- Bahreïn : Ensemble Muhammad bin Fâris - Le sawt de Bahreïn – 2004.
- Koweït : Ensemble Al-Umayri - Le sawt de Koweït – 2004.
- Maroc : Les Femmes de Tétouan - Chants d'allégresse – 2002.
- Soudan : Nûbatiyya-Chants et Tambours de Nubie – 2004.
- Algérie : Nassima-Musique andalouse d'Alger – 2002.
- Yémen : M.M. Naji & K.M. Khalil - La chanson d'Aden – 2002.
- Maroc : Les Imazighen - Chants du Moyen-Atlas-2002.
- Syrie : Noureddine Khourshid et les derviches de Damas - La voie de l'extase – 2004.
- Algérie : Compilation-Trésors de la musique algérienne – 2003.
- Maroc : Ensemble Amenzou - Le malhun à Marrakech – 2004.
- Tunisie : Yousra Dhahbi - Rhapsodie pour luth-2004.
- Turquie : Ensemble Kudsi Erguner - L'héritage ottoman – 2004.
- Maroc : Compagnies musicales du Tafilalet - L'appel des oasis – 2004.
- Algérie : Omar Benamara-Nouba ghrib, andalou algérois – 2005.
- Maroc : Ihsan Rmiki & Ensemble Al-Jûd-Al-Samâa : audition spirituelle extatique – 2005.
- Maroc : Cheikh Ahmed Zaïtouni - Musique andalouse de Tanger – 2005.
- Algérie : Nassima - Voie soufie, voix d'amour – 2005.

### Expositions organisées
- « Quatre peintres arabes, Première », Institut du monde arabe, Paris
- Membre du comité scientifique et comité d’organisation des expositions suivantes : « Intensités nomades »], 1986, « Salon Comparaison », 1987 ; « Peinture contemporaine au Maroc », 1988, Bruxelles
- « Croisement de signes », Institut du monde arabe, Paris, 1989.
- L’Égypte de Jean-François Champollion, dans le cadre de : Bicentenaire de la naissance Champollion, photographies de Hervé Champollion, 1989-1990 (expo avec catalogue)
- L’Égypte des photographes 1990
- Oman : entre mers et citadelles[17], 1990 (expo avec catalogue)
- Gens du sable, exposition du photographe japonais Kishino Masahico, 1989
- Hommage à Shadi Abdel Salam, Cinéaste égyptien (1936-1986), 1990
- Le Liban au quotidien, 1990
- La source et le secret, photographies de Djamel Fares, 1990
- Rachid Kaci : caricatures et bandes dessinées, 1990
- Entrevues citadines, 1990 ; À travers la Tunisie, exposition de Hatakeyama Naoya dans le cadre de : L’Orient des photographes, 1990
- Sourires du désert marocain, photographies de Philippe Lafond, Mois de la photographie, 1990
- Caravansérails, photos d’Arnaud Devillers et Pierre Pellet, Mois de la photographie, 1990-1991 (expo avec catalogue)
- Fès, ville des photographes : rétrospective 1947-1987, février-mars 1991
- La mémoire des façades : maisons peintes de pèlerins d’Égypte, Photos de Frédérique Fogel et Hugues Fontaines, 1991
- Contes et légendes d’Orient, photos d’Ali Mobarek, 1991
- Les Saints Simoniens en Égypte (1833-1851), 1991 (expo avec catalogue) ; Images de la vieillesse en France, 1991
- À la redécouverte de Palmyre, photos de Gérard Degeorge, 1991
- Mauritaniennes : photos de Shanta Rao, 1992
- À la recherche de Samarkand, photos d’Ali Sarmadi, 1992
- Héliopolis, le rêve du Baron Empain, 1992
- Beyrouth, Fragments : photos de Houda Kassatly, 1992
- Yémen : architecture millénaire, 1993 (expo avec catalogue)
- Tanger, regards choisis, photos de Javier Campano, Jellel Castelli, Irina Ionesco, Philippe Lafond, Thierry Lefébure, André Ostier, Bernard Plossu, Martine Voyeux, 1993
- Petra, le dit des pierres, 1993
- L’Égypte au XIXe siècle, 1993
- Palestine, carte d’identité, photos de Joss Dray, 1994
- Kateb Yacine, éclats de mémoire, 1994
- Itinéraires bibliques, exposition avec l’École biblique de Jérusalem, 1995
- Itinéraires du savoir en Tunisie : de la fondation de Kairouan au XIXe siècle ; L’Égypte de Lehnert et de Landrok, 1995
- Pierres et soif, photos de Hodeib Hala ; Un siècle d’affiches publicitaires au Maghreb, collection de Abderrahman Slaoui, 1996
- Oman Mystérieux, photos d’Arthur Thévenard, 1996
- Intérieurs du Maghreb, photos de Philippe Lafond, 1996
- Fès immobile, immortelle, photos de Bruno Barbey, 1996
- Le Maroc contemporain, 2014[18],[19].

## Décorations
- Grade de classe exceptionnelle du Wissam de Mérite national, décernée par Sa Majesté le roi Mohammed VI en mars 2000 au musée du Louvre.
- Officier de l'ordre des Arts et des Lettres (2017)[20]. Nommé par arrêté du ministre de la Culture de la République française.